# 来迎院 (京都市左京区)
来迎院（らいごういん）は、京都府京都市左京区大原来迎院町にある天台宗の寺院。山号は魚山。本尊は薬師如来。

## 歴史
寺伝では平安時代前期に慈覚大師円仁が天台声明の道場として創建したのに始まり、天仁2年（1109年）融通念仏の祖である聖応太師良忍がこの寺に入寺して再興したとするが、これを裏付ける史料は現存していない。
勝林院を本堂とする下院と来迎院を本堂とする上院が成立し、この両院を以て付近一帯は「魚山大原寺」と総称されるようになった。以来、大原で伝承されてきた声明は「天台声明大原流」や「天台声明魚山流」と呼ばれる。
たびたび焼失したが、その度に再建され、現在の建物は天文2年（1533年）に再建されたものである。江戸時代には江戸幕府から朱印状を与えられている。

## 文化財

### 伝教大師度縁案並僧綱牒
伝教大師度縁案並僧綱牒（でんぎょうだいしどえんあん ならびに そうごうちょう、国宝）は、最澄（伝教大師）の得度や受戒に関わる文書類3点を一巻としたもので、最澄の伝記資料としてきわめて貴重なもの。東京国立博物館に寄託されている。
宝亀11年（780年）近江国府牒案、延暦2年（783年）最澄度縁案、延暦4年（785年）僧綱牒の3通の文書からなる。1通目の近江国府牒案は、近江国府が最澄の得度を近江国師（地方僧官）あてに通達した文書の案文。2通目の最澄度縁案は、最澄に関わる度縁（律令制度下において僧尼たることを政府が公式に認めた文書）の案文。3通目の僧綱牒は、僧綱（僧尼を統轄する官職）が最澄を延暦4年の受戒者として認可した文書。1、2通目の文書は案文であるが、この僧綱牒は正文であり、紙面には「僧綱之印」が捺されている。1通目の文書には最澄の俗名（三津首広野）、出身地（近江国滋賀郡古市郷）などが記され、2通目の文書には最澄のほくろの場所などの身体的特徴が記されている。

### 国宝
- 伝教大師度縁案並僧綱牒 - 解説は既出。
- 日本霊異記 中下 2帖

平安時代後期にさかのぼる日本霊異記の古写本で、同書の中・下巻の現存最古本として、日本文学史上貴重なものである。京都国立博物館に寄託。

### 重要文化財
- 木造薬師如来坐像・木造阿弥陀如来坐像・木造釈迦如来坐像（本堂安置）
- 来迎院如来蔵聖教文書類 - 来迎院の如来蔵（経蔵）に伝来した聖教（しょうぎょう）、文書（もんじょ）類の一括で、良忍自筆本を含む。
  - 法函（良忍自筆類15部、聖経類62部、文書類3通）
  - 報函〈聖経類257部、文書類5通）
  - 応函（聖経類93部、文書類112通）
- 石造三重塔 - 良忍の墓とされる。

## 交通
- 京都バス大原バス停より徒歩15分